# Râul Medjerda
Râul Medjerda (în arabă  نهر مجردا), de asemenea cunoscut ca Wadi Majardah, Wadi Medjerha, Oued Majardah și Bagradas, este un râu care izvorăște în Algeria și se varsă în Tunisia.
Râul izvorăște din munții Atlas și curge spre est, trecând frontiera și vărsându-se în golful Utica (golful Tunisiei) lângă orașul Bizerte, în Marea Mediterană. Este principala sursă de apă potabila și irigație a țării. A fost un punct strategic de-a lungul istoriei, pe malul râului dându-se mai multe bătălii. Importante orașe alte antichității (Cartagina, Bizerte, Utica și Tunis) s-au fundat pe malurile râului.